# بليل قدري
بليل قدري (بالفرنسية: Blel Kadri)‏ ولد بتاريخ 3 سبتمبر 1986 في بوردو، آكيتين، فرنسا، هو دراج فرنسي في صنف سباق الدراجات على الطريق.

## سجل النتائج

### سباقات أو مراحل فاز بها
- طواف فرنسا

### المراكز
- حقق المركز الـ 8 في داون أندر 2011
- حقق المركز الـ 10 في فولتا كاتالونيا 2011

## روابط خارجية
- بليل قدري على موقع الاتحاد الدولي للدراجات (الإنجليزية)
- بليل قدري على موقع أرشيف الدراجات (الإنجليزية)
- بليل قدري على موقع إحصائيات الدراجات الإحترافية (الإنجليزية)
- بليل قدري على موقع نسبة الدراجات (الإنجليزية)
- بليل قدري على موقع CycleBase (الإنجليزية)